# Eurhopalothrix dubia
Eurhopalothrix dubia é uma espécie de formiga do gênero Eurhopalothrix, pertencente à subfamília Myrmicinae.